# Charles Seife
Charles Seife je americký profesor, spisovatel, novinář a popularizátor vědy.

## Životopis
Bakalářský titul získal na Princetonské universitě a studoval také matematiku na Yalově universitě a žurnalistiku na Kolumbijské univerzitě. V současnosti (2012) se zabývá popularizací vědy a pracuje jako redaktor časopisu Science. Píše ale i pro jiné časopisy, například The Economist, anglický časopis Wired, New Scientist, Scientific American a další. V současnosti žije v New Yorku a na Newyorské univerzitě je mimořádným profesorem žurnalistiky.

## Dílo
Pravděpodobně nejznámější je jeho první kniha Nula – životopis jedné nebezpečné myšlenky. Zde Charles Seife popisuje historii čísla nula a nekonečna a ukazuje souvislost matematiky, umění, filozofie, vědy, politiky a obchodu.
Recenze knihy vyšla například i v časopise Matematika, fyzika, informatika r. 2006.
Seife je jedním z mála žijících lidí pro které je definováno Erdős–Baconovo číslo.

## Ocenění
Za knihu Nula získal Charles Seife ocenění Mezinárodního PEN klubu